# 森嵜美穂
森嵜 美穂（もりさき みほ、1987年10月10日 - ）は、日本の女性声優。高知県、山梨県出身。ケンユウオフィス所属。声楽三姉妹ユニットのMundi renovatioのリーダーでソプラノを担当をしている。Mundi renovatioでの名義はあいしゃ。姉は同じくMundi renovatioのメンバーの潤、妹はモデルで同じくMundi renovatioのメンバーのはじめ。

## 略歴
小学生の時には「もう声優になろう」と決めていたという。きっかけは、姉がテレビアニメ『スレイヤーズ』のビデオを借りてきたことで、アニメに熱中していたという。その前からアニメは見ていたが、あまり声優を意識したことはなかったという。
『スレイヤーズ』ではオープニング＆エンディング曲も主人公のリナ＝インバース役の林原めぐみが歌っており、「声優ってすごいな」と思っていたという。林原が好きになり、「私もそういう風になりたい！」と思い、その後は、家族、教師に「私は声優になる」と言い続けていたという。
東京スクールオブミュージック専門学校出身。以前はJTBエンタテインメント、WITH LINEに所属していた。
死去した同学年の長嶋はるかから『それいけ!アンパンマン』のネコ美を引き継いでいる。

## 人物
方言は郡内弁、土佐弁。
特技は着物の着付け、ソルフェージュ、合唱。趣味は楽器演奏、ボルダリング、バスケ、ゴルフ。
声優ではなかったら幼稚園の時に体操教室に通っており、跳び箱、鉄棒、平均台が好きだったという。その頃は新体操選手になりたいと言っていたことはあったという。
三姉妹であり、皆歌が好きで、高校時代は宗教曲、民謡を歌い、合唱のコンクールにも出場し、全国大会まで行けた。地元の山梨県では地域の音楽祭の企画、運営もしていた。
祖母が高知県で農家をしているが、40歳くらいになったら、農業の勉強をしている従兄弟と「一緒に農家を継ごうかな」という気持ちもあるという。
趣味も多く、サバイバルゲームも好きで、さおり織りも習っていた。陶芸、和紙作りなど、伝統的工芸にも興味があり、基本的にやりたがりのため、2014年時点では色々なことに手を出してしまうと語る。

## 出演
太字は主演、もしくはメインキャラクター。

### テレビアニメ
2009年
- 空中ブランコ - ノンクレジット

2011年
- 輪るピングドラム（レストランの客1、母親）

2012年
- GON -ゴン-（ウサギ、トビー、ペガ2、カエル2）
- ゆるゆり♪♪（後ろの席の女子、女の子B）
- レゴ フレンズ 〜ともだちキラキラ!ものがたり〜（アシュリー、オリビアの母）

2013年
- BROTHERS CONFLICT（女子生徒A、女性A）
- アウトブレイク・カンパニー
- フォトカノ - ノンクレジット

2015年
- ガッチャマン クラウズ - ノンクレジット

2016年
- RS計画 -Rebirth Storage-（オペレーターC）
- レゴシティ（女ドロボウ、女性警官）

2018年
- ソラとウミのアイダ（菊理媛神）

2019年
- ブラッククローバー（女）

2020年
- Fate/Grand Order -絶対魔獣戦線バビロニア-（ウルク市民）
- それいけ!アンパンマン（ネコ美）

2021年
- 回復術士のやり直し

2022年
- ブッチギレ!（一番星の母）

2023年
- スキップとローファー（司会の声）
- 暴食のベルセルク（セトの娘）

2024年
- リンカイ!（松阪鈴）

2025年
- ポケットモンスター（後輩、観客）
- 青春ブタ野郎はサンタクロースの夢を見ない（友人、学生、司会のお姉さん、女性、事務員）
- 人妻の唇は缶チューハイの味がして（シムフィス） - オンエア版

### OVA
- 暗殺教室（2013年、速水凛香） - ジャンプスーパーアニメツアー2013上映作品

### 劇場アニメ
- ひと・となり
- カンナさん大成功です!（2009年）
- 聖☆おにいさん（2013年）
- 君の名は。（2016年）
- 竜とそばかすの姫（2021年）

### webアニメ
- PLUTO（2023年、アドルフ〈少年〉、仲居、子供）

### ゲーム
- 赤い糸DS（綾）
- ガールフレンド（仮）（林田希羅[17]）
- グリムグリモア OnceMore（アマレット・ヴェルジネ[18]）
- 爆音ギター女子図鑑　～萌えるロックの名器たち～
- 絶対迷宮 秘密のおやゆび姫（アスタ[19]）
- 輝星のリベリオン（ケルピー、女禍）
- ART CODE SUMMONER（ピーテル・ブリューゲル[20]）
- 暁のブレイカーズ（矢吹咲楽）
- ファイトリーグ（ジュリー、パオ）
- ソードマスターストーリー
- モバイル・レジェンド（エウドラ、マイヤ、サイクロプス、キャリー、ディガー）
- デュエル・マスターズ プレイス（邪道神キキ、霊騎アウリエス、霊騎幻獣ウルコス、連珠の精霊アガピトス）
- 浮島物語（ヴェイン、レギンレイヴ）
- 元気封神：Reverse	（吽ちゃん、四不象、孟婆、元気娘）
- 謀りの姫：Pocket（侍女・飄香、侍女・絵秋、鄭萱）
- 華麗なる宮廷の女たち（呉綺、蘇培霊、他）
- 宮ノ計（愉嬪・葉若瑩、冬梅、坤寧宮、他）
- VALORANT（セージ）
- プロジェクトセカイ カラフルステージ! feat. 初音ミク（2025年）

### 吹き替え
- ウィキッド ふたりの魔女[21]
- 刑事モース（サンドラ）
- DeAGOSTINI『名探偵ポワロシリーズ』（バレリー）
- Trains（Dトローリー）
- ハイジャッキング（サム）
- ホット・ゾーン（サラ）
- Lama lama
- レジェンド・オブ・ボーン

### ラジオ
- WEB 『少年アルケミスト レレレの錬金術師』＃14ゲスト出演
- ラジオ日本『カフェラテ・ドラマファクトリー』
- おバカな二人（谷本郁）
- 天使のパンツ（女）
- 声が聞こえた（松田幸）
- ドラマティック・コール（塚原沙耶）

#### ラジオドラマ
- VOMIC いぬまるだしっ

MC
・サンスポフィッシングチャレンジ 2017 
・トミカプラレール博　トーマスステージ
その他
・大和まほろば 奇鬼妖神（ S・ブラッドストーン）
・【鬼っ子ハンターついなちゃん】（CV：門脇舞以）プロジェクト！（ S・ブラッドストーン）
ディスコグラフィ
2009年
・鉄のラインバレル O.S.T.2『PROUD』　opera voice 担当

### 舞台
- 板橋区民文化祭・演劇のつどい2008“宮沢賢治の世界” ＠板橋区立文化会館ホール
- 『賢治の童話』～地と川と空と～「猫の事務所」「やまなし」「よだかの星」
- ミュージカル『銀河鉄道の夜』
- リジッター企画公『ブランド』＠荻窪メガバックスシアター（脚本:中島庸介/演出:中島庸介）- おしん 役
- 『友情Friendship～秋桜のバラード～』＠銀座博品館劇場（脚本:布勢博一/総合演出:田中林輔）- 安藤千恵子 役
- Voice Cafe vol.7〜アラカルト冬物語～＠阿佐ヶ谷アルシェ 『犬猫、銀を駆ける』-愛 役 『四季神』 -秋田純子役 『TOKYO『谷』戦争』 -茗荷谷役 『クリスマスのベルが鳴る街で』 -ミレ役
- 「ビデオショップドリーミング」@ 銀座みゆき館劇場 (デボラ)
- チームラフスタイル「匣〜in the secret〜」@中野ザ・ポケット (よね子)

### その他
- WEB 『正しいデス声講座』 （生徒）
- CS 『美声文庫』#2
- J:COM 『つながるセブン』 お天気コーナー

### 初出話一覧
1. 1 2 3  第7話初出
2. 1 2  第9話初出
3. 1 2 3 4  第1話初出
4. 1 2  第5話初出
5. ↑  第12話初出
6. ↑  第22話初出
7. 1 2 3 4  第4話初出
8. 1 2 3 4  第2話初出
9. 1 2  第3話初出
10. ↑  第104話初出
11. ↑  第15話初出
12. ↑  第91話初出
13. ↑  第95話初出